# Homogenic
Homogenic – trzeci album studyjny islandzkiej piosenkarki Björk, wydany we 22 września 1997 przez wytwórnię One Little Indian. Płyta zawiera 10 utworów. Została wyprodukowana przez Björk, Howie B, Marka Bella i Guya Sigswortha. Płyta została bardzo dobrze odebrana poprzez krytyków za swoją oryginalność, jak i niepospolitą kombinację muzyki elektronicznej z muzyką poważną (smyczki). Sama Björk powiedziała, że muzyka na Homogenic odzwierciedla górzysty, morski, wulkaniczny i lodowcowy krajobraz jej rodzimej Islandii. Słowo "homogenic" jest neologizmem autorstwa artystki, i odnosi się do połączenia angielskich zapożyczeń z łaciny: "homogenous" (homogeniczny) czy po prostu homo ("człowiek") połączonych z końcówką oznaczając "genny" czy "-geniczny", np. "fotogenic" (fotogeniczny).

## Utwory
1. "Hunter" - 4:12
2. "Jóga" - 5:05
3. "Unravel" - 3:12
4. "Bachelorette" - 5:11
5. "All Neon Like" - 5:53
6. "5 Years" - 4:21
7. "Immature" - 3:02
8. "Alarm Call" - 4:15
9. "Pluto" - 4:02
10. "All Is Full of Love" - 4:25

### Bonusy z japońskiej wersji
1. "Jóga" (Howie B. Main Mix) – 5:00
2. "Sod Off" – 2:54
3. "Immature" (Björk's version) – 2:48
4. "So Broken" – 5:59
5. "Nature Is Ancient" – 3:39
6. "Jóga" (Alec Empire Remix) – 8:44

## Single
- "Jóga"
- "Bachelorette", Wielka Brytania #21
- "Hunter"
- "Alarm Call", Wielka Brytania #33,
- "All is Full of Love", Wielka Brytania #24, USA Dance #8